# Mochlus simonettai
Mochlus simonettai (вертлявий сцинк Сімонетти) — вид сцинкоподібних ящірок родини сцинкових (Scincidae). Ендемік Сомалі. Вид названий на честь італійського зоолога Альберто Марії Сімонетти (1930-2021).

## Опис
Тіло (не враховуючи хвоста) сягає 9 см завдовжки. а хвіст дещо коротший за решту тіла.

## Поширення і екологія
Mochlus simonettai відомий з типової місцевості в районі Афгоє в провінції Нижня Шабелле. Це вид живе в прибережних саванах, в заростях серед дюн, в садах.